# Melchior Ndadaye

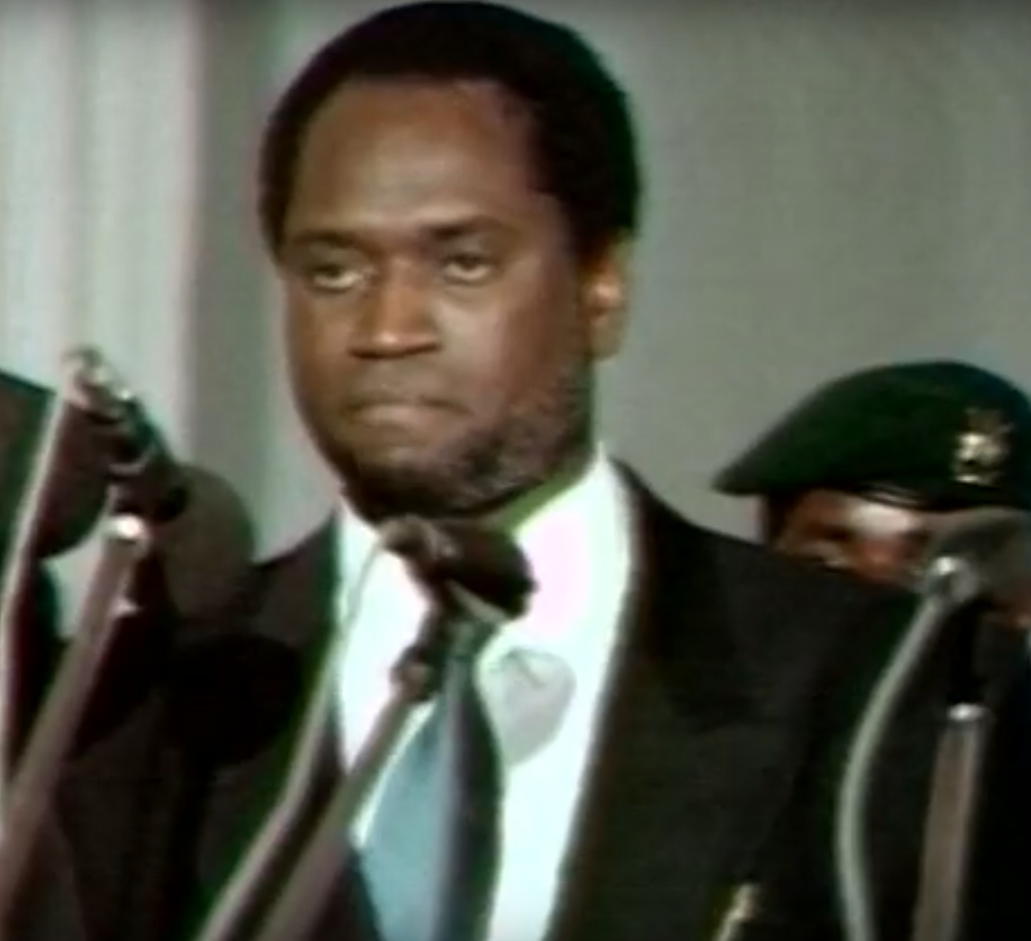
Melchior Ndadaye (1993)

Melchior Ndadaye (* 28. März 1953 in Mwaro; † 21. Oktober 1993 in Bujumbura) war der erste gewählte Präsident Burundis.

## Leben
Melchior Ndadaye, der ein Mitglied der Bevölkerungsgruppe der Hutu war, wurde im Juni 1993 in der ersten demokratischen Präsidentschaftswahl gewählt. Weniger als vier Monate später wurde er während eines Putsches von Tutsi-Militärangehörigen entführt und ermordet. Sein Tod löste einen Bürgerkrieg in Burundi aus.